# Slovenia International 1965
Die Slovenia International 1965 fanden in Ljubljana statt. Es war die dritte Austragung der internationalen Meisterschaften von Slowenien im Badminton.

## Titelträger
| Disziplin    | Sieger                          |
| ------------ | ------------------------------- |
| Herreneinzel | Michael Rawlings                |
| Dameneinzel  | Meta Bogel                      |
| Herrendoppel | Bernd Frohnwieser Harald Pirsch |
| Damendoppel  | Johanna Holzer Nina Pomahačová  |
| Mixed        | Vladimír Zrno Alena Mládková    |